# Den, der finder, han søger
Den, der finder, han søger er en dansk dokumentarfilm fra 1986, der er instrueret af Anders Østergaard.

## Handling
Den 85-årige Knud Høgsbro Østergaard, tidligere sognepræst i Åstrup, Sydvestjylland, fortæller om sit lokalhistoriske og kirkearkæologiske arbejde gennem 50 år. Han er her blandt andet nået frem til en omvæltende teori om kristendommens indførelse i Danmark.